# Tibetské národní povstání
Tibetské národní povstání započalo 10. března 1959, kdy v hlavním městě Tibetu – Lhase – propukla revolta odpůrců čínského komunistického režimu. Kořeny povstání sahají do rozmezí let 1950–1951, kdy Čínská lidově osvobozenecká armáda vnikla na tibetské území a zabrala jej. Jedny z prvních vážnějších konfliktů mezi čínskou a tibetskou stranou propukly již v roce 1956 v tibetských provinciích Kham a Amdo. Hlavní vlna tibetské revolty však propukla v roce 1959; tibetský partyzánský odboj však trval až do 70. let 20. století. Při povstání bylo zabito přes 86 000 Tibeťanů. Další byli nuceni odejít do exilu, mimo jiné i sám dalajlama Tändzin Gjamccho, který našel útočiště v indické Dharamsale. Každoročně bývá celá událost připomínána kampaní Vlajka pro Tibet a vzpomínkovými akcemi, v Česku je pořádá občanské sdružení Lungta.
Od roku 1959 se vždy po několika letech opakují menší povstání a protesty na území celého historického Tibetu, která jsou vždy tvrdě potlačena. Mezi největší protesty patří z let 1988, 1989 a 2008, vždy v březnu. V posledních několika letech je Tibet během března nepřístupný pro cizince, v tomto měsíci také platí speciální vyhlášky a zákazy (zákaz prodeje pohonných hmot, omezený počet osob vstupujících do prostoru starého města Lhasy – Barkor, povinnost pro státní úředníky pracovat celý měsíc včetně víkendů apod.)

## Předcházející události

Tibetská autonomní oblast v rámci ČLR

V říjnu roku 1949, kdy se pevninská Čína nacházela pod kontrolou komunistického režimu, bylo oznámeno prostřednictvím rozhlasové stanice Peking, že Tibet je součástí Číny a bylo deklarováno zahájení pochodu Čínskou lidovou osvobozeneckou armádou do Tibetu. Cílem tohoto pochodu bylo údajné osvobození od cizích imperialistů. Tibet tento krok odmítl, a tibetská vláda vydala prohlášení, že Tibet součástí Číny nikdy nebyl, a odmítla cíl pochodu s tím, že žádná cizí mocnost nad Tibetem nevládne. Tibetská vláda požádala Mao Ce-tunga, aby využil své autority a zabránil vstupu čínských vojsk na tibetskou půdu. Čína nedala na tuto žádost žádnou odpověď.
Následně došlo k jednání o nezávislosti Tibetu v Dillí. Čína stanovila dva požadavky, požadovala spravování záležitostí týkajících se tibetské národní obrany a uznání Tibetu jako součástí Číny. Vláda v Lhase spěšně tyto požadavky odmítla. Čína 7. října 1950 zaútočila z osmi různých směrů na východní Tibet. K útoku došlo dříve, než stačila tibetská vláda informovat o zamítavém postoji k těmto požadavkům. Během jednání v Dillí čínský velvyslanec doporučil, aby byla vyslána tibetská delegace také do Pekingu. V době, kdy byla tibetská delegace v Pekingu, došlo 23. května 1951 k sestavení dokumentu s názvem „Dohody o opatřeních k mírovému osvobození Tibetu“, také nazývaném „Sedmnáctibodová dohoda“. Tibetské delegaci nebylo povoleno odvolávat se k Dalajlamovi či k tibetské vládě o případné dodatečné instrukce. Dohoda byla podepsána pod nátlakem a Číňané údajně padělali duplikáty tibetských pečetí a delegaci přinutili, aby jim dokumenty zpečetila.
9. září 1951 dorazilo do Lhasy pod velením Wang Ťi-meje několik tisíc čínských vojáků. Poté se přidalo dalších 20 000 vojáků pod velením generálů Čang Kuo-kuye a Tchan Kuan-sana. V důsledku obrovských dodávek potravin pro čínské vojsko a zabrání pozemků pro vojenské tábory a kasárny, se tibetské hospodářství zhroutilo. Obyvatelé Lhasy se ocitli na pokraji hladomoru.
Roku 1954 byl dalajlama pozván k účasti na jednání Všečínského lidového shromáždění. Před jeho návratem do Lhasy mu pekingská vláda v březnu roku 1955 předložila návrh na ustanovení „Přípravného výboru Autonomní oblasti Tibet“, tento návrh měl umožnit účast zástupců z Tibetu na čínských záležitostech, v praxi však měli být tito zástupci vybíráni pouze čínskou vládou.

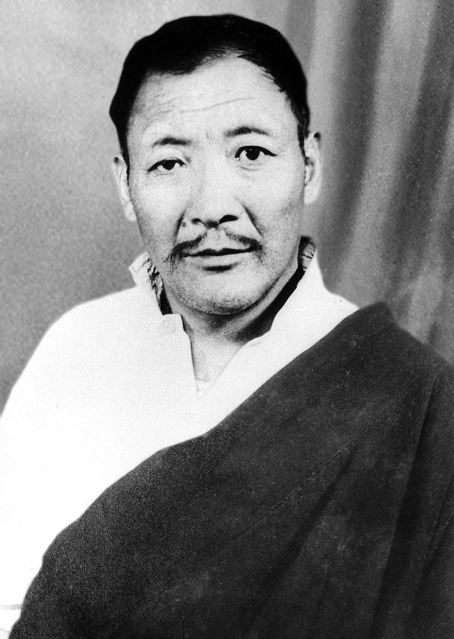
Adug Gönpo Taši byl významnou postavou povstání, sjednotil odboj.

Dne 29. dubna 1954 podepsala vláda Indie a ČLR dohodu Pančašíla, nazývanou také Pět zásad mírového soužití. Dohoda se zabývala mimo obchod mezi Čínou a Indií také záležitostem Tibetu, Tibet však nebyl jednací stranou. Jedním z bodů této dohody bylo vzájemné nezasahování do vnitřních záležitostí druhé strany. Indie následně souhlasila s odvoláním indických vojenských doprovodů umístěných v Tibetu, a dále za poplatek s předáním pozemků v indickém vlastnictví v Tibetu.

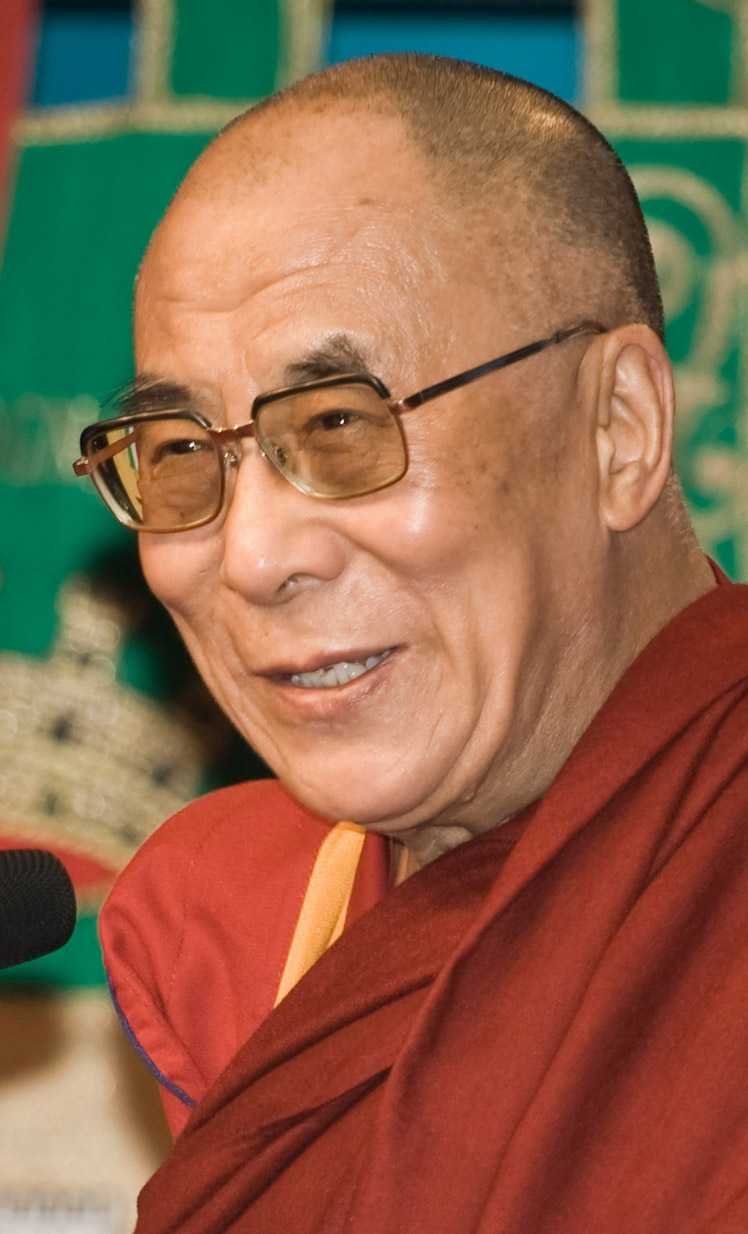
Dalajlama Tändzin Gjamccho

V roce 1955 dal tehdejší prezident Spojených států amerických Eisenhower povolení CIA k zahájení akce podporující tibetské povstalce, začátkem roku 1956 byl zahájen Tibetský program. Hlavním prostředníkem pro tuto spolupráci se stal dalajlamův bratr. Role USA spočívala především v poskytnutí výcviku pro některé z členů revolty. Spojenými státy vycvičení Tibeťané byli využíváni jako agenti, kteří CIA pomáhali získávat informace o kontinentální Číně. Americká utajená podpora tibetským partyzánským operacím pokračovala až do konce 60. let a byla s konečnou platností zastavena, když se Richard Nixon a Henry Kissinger pustili do normalizace vztahů s Čínou roku 1971.
V roce 1956 v důsledku zavádění socialistických reforem vypukly první povstání v Amdu a Khamu. Roku 1956 byl dalajláma pozván k oslavám Buddhova narození. Avšak když se blížil jeho odjezd, trvaly čínské úřady na tom, že jeho přítomnost v Tibetu je nezbytně nutná. Po mnohém naléhání nakonec úřady povolily dalajlámův odjezd. Během jeho přítomnosti v Indii tibetský odboj sílil. V reakci na zavádění socialistických reforem se objevily v červenci roku 1957 četné protesty v Lhase a ozbrojené povstání v Chamdu, které se rychle rozšířilo do dalších oblastí. Tyto nežádoucí změny vyvolaly založení partyzánské skupiny „Čtyři řeky a šest pohoří“. Dalajláma byl některými lidmi zrazován od návratu do Tibetu, a sám uvažoval o tom, že by zůstal v Indii. Indický ministerský předseda Nehrú s tímto postupem nesouhlasil, snažil se dalajlamu přesvědčit o tom, že s Číňany musí vyjít. Následně mu zprostředkoval setkání s Čou En-lajem. Ten trval na jeho brzkém navrácení do Tibetu a slíbil mu, že reformy budou prozatím pozastaveny. Dalajlama se tedy vydal na cestu do Tibetu.
V roce 1958 se Tibeťané z Khamu a Amda uchylovali do hor jako partyzánští bojovníci. Hnutí odporu značně zesílilo, a čínské úřady začaly dalajlamu varovat. Tibeťané z východu, které vedl Adug Gönpo Taši, vytvořili v jižním Tibetu základnu o několika tisících mužů, a navazovali spojení s vůdci různých hnutí odporu. Bylo zformováno vojsko zvané Dang-lang-tänsung-maggar čili Dobrovolnická armáda národní obrany. Odpor vzrůstal a přepady čínských vojáků byly stále častější. Číňané začali na tibetskou vládu naléhat, aby proti odporu sama zakročila a vyslala tibetské vojsko k potlačení vzpoury. Tibetská vláda žádost odmítla, nechtěla dopustit zabíjení Tibeťanů Tibeťany a rovněž se obávala, že by se vojsko mohlo ke vzpouře přidat. Rozhodla se proto vyslat do různých povstaleckých center své zástupce, aby se pokusili přimět povstalce ke složení zbraní, neboť Čína začala vyhrožovat svými vojáky a násilným zastavením povstání. Misi se vyslaným zástupcům splnit nepodařilo.

## Povstání v Lhase

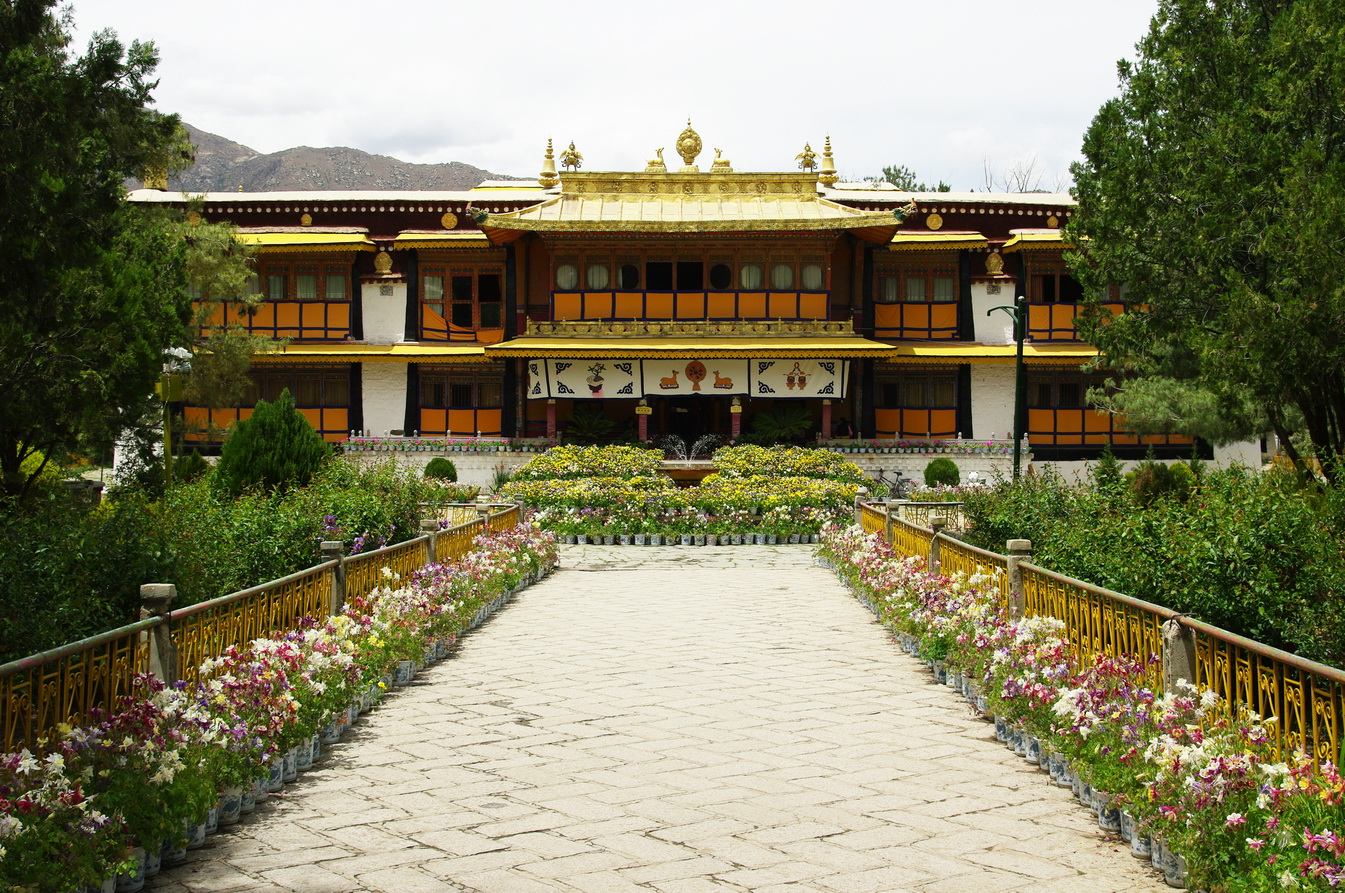
Norbulingka

Odhadovalo se, že počátkem tibetského Nového roku 1959 tábořilo v hlavním městě Lhasa a jeho okolí asi 50 000 uprchlíků z oblastí Khamu a Amda. Jejich zprávy o bojích na východě přímo přispěly k nestabilitě, která tehdy ve Lhase vzrůstala. Mezi zprávami uprchlíků byly příběhy o zmizení několika vůdčích khampských lamů v rukou Číňanů. V únoru 1959 pozvaly čínské úřady dalajlamu ke zhlédnutí divadelního představení v Juthongu,[zdroj⁠?!] čínské vojenské základně, která sídlila na okraji města. Velitele dalajlamovy tělesné stráže však upozornily, že dalajlama se má dostavit na čínské velitelství bez svého doprovodu. Začaly kolovat pověsti, že ho čeká stejný osud jako zmizelé khampské lamy. Důkazy o tom, že by Číňané chystali únos, se nikdy neobjevily. Dalajlama se měl na čínské velitelství dostavit 10. března. Toho dne zhruba 30 000 Tibeťanů obstoupilo tehdejší dalajlamovo letní sídlo Norbulingku. Protesty nabíraly na síle a měnily se na povstání proti čínské vládě. V ulicích se začali objevovat lidé s protičínskými transparenty a docházelo k útokům na příslušníky čínské komunistické strany a všechny, kdo jim byli nakloněni.
Dalajlama, snaže se zklidnit celou situaci, napsal několik dopisů čínskému generálu Tchan Kuansanovi, aby ho zklidnil a aby zabránil násilí z čínské strany. Následovalo povstání v mnoha dalších oblastech. Povstalci shromažďovali všechny dostupné zbraně a okolo Norbulingky začali budovat obranný val. Když Čínská lidová osvobozenecká armáda (ČLOA) začala 17. března ostřelovat některá místa v oblasti Lhasy, rozhodl se dalajlama téhož dne v noci město opustit. Útěku se účastnili rovněž vysocí úředníci, dalajlamův osobní strážce a dalajlamova rodina.
Číňané o dalajlamově útěku nevěděli. Když se dalajlama dozvěděl, že Číňané rozpustili tibetskou vládu, při útěku ustanovil se svým doprovodem novou dočasnou vládu. Poslal také své vyslance, aby požádali o politický azyl. Krátce na to bylo oznámeno, že indická vláda dalajlámovi azyl udělila. Dva dny poté, co dalajlama z Lhasy uprchl, ostřelovali Číňané Norbulingku, Potálu a další významná místa. Boje trvaly čtyři dny. Přibližně 12 000 Tibeťanů bylo během těchto dní ve Lhase zabito a množství dalších zajato. Kvůli početní přesile Číny a zbraním, kterých se Tibeťanům nedostávalo, bylo povstání poměrně snadno potlačeno. Navíc se většina členů Dobrovolnické armády národní obrany dozveděla o povstání v Lhase po několika dnech – v té době se nacházeli převážně v oblastech Khamu. Většina těch, kteří se účastnili povstání, se po jeho skončení rozhodla Lhasu opustit, někteří se přidali k partyzánům v horách, další se uchýlili do Indie, Nepálu či Bhútánu.
Číňané se dozvěděli o dalajlamově nepřítomnosti až tři dny poté, co opustil Lhasu. Bylo vysláno vojsko a letadla, která měla po dalajlamovi pátrat, avšak bez úspěchu. Do konce května roku 1959 vstoupilo do Indie až 7000 uprchlíků, což způsobilo napětí v čínsko-indických vztazích. V průběhu roku 1959 z Tibetu uprchlo 60 000 až 90 000 Tibeťanů.